# Стефенсон (гора)
Стефенсон (англ. Mount Stephenson) — гора в Антарктиді, найвища вершина хребта Дуґласа і острова Земля Олександра I, який лежить на захід від Антарктичного півострова. Її висота становить 2987 м над рівнем моря.

## Географія
Гора Стефенсон знаходиться у Західній Антарктиді, на північно-східному узбережжі острова Земля Олександра I (за 50 км на захід від західного узбережжя Антарктичного півострова), в центральній частині хребта Дуґласа, біля витоків льодовиків Тойнбі та Седжвік. Вершина розташована за 259,9 км на захід — північний-захід, від найближчої вищої гори Велч (3015 м, Плато Дайєра), майже за 290 км на північний-захід від найвищої вершини землі Палмера — гори Джексон (3184 м), та за 16,6 км на північ — північний захід від гори Егберт (2895 м).
Висота гори становить 2987 м, відносна висота також — 2987 м, що відносить її до списку вершин «Ультра-піків», найвищих гір Антарктики, в якому вона, за відносною висотою, займає 4-те місце і 93-тє — у світі. Також вона займає  22 місце серед острівних гір.
Територія острова Землі Олександра I, на якому розташована гора, належить до спірних антарктичних територій Великої Британії, Чилі та Аргентини. Проте на міжнародному рівні ці претензії не визнаються.

## Відкриття та дослідження
Гора, ймовірно, вперше була відкрита у 1909 році, під час другої Французької антарктичної експедиції 1908—1911 років, під керівництвом французького полярного дослідника Жана-Батиста Шарко, але не була віднесена до складу хребта Дугласа. Вона була вперше описана у 1936 році А. Стефенсоном, В. С. Флемінгом та Г. Бертрамом під час Британської антарктичної експедиції на землю Ґреяма (BGLE) між 1934 та 1937 роками, під керівництвом австралійського полярного дослідника Джона Раймілла. Східна сторона гори була описана у 1948 році під час Британської антарктичної експедиції (BAS), вершина була названа на честь Альфреда Стефенсона, полярного дослідника, картографа, учасника Британської антарктичної експедиції на землю Ґреяма 1934—1937 років. На острові Олександра I, іменем Альфреда Стефенсона, також названий нунатак — Стефенсон (640 м, 72°11′ пд. ш. 69°5′ зх. д. / 72.183° пд. ш. 69.083° зх. д.).